# Нове Чайкі
Нове Чайкі (пол. Nowe Czajki, нім. Neu Kiwitten) — село в Польщі, у гміні Свентайно Щиценського повіту Вармінсько-Мазурського воєводства.
Населення — 52 особи (2011).
У 1975-1998 роках село належало до Ольштинського воєводства.

## Демографія
Демографічна структура станом на 31 березня 2011 року:
|          | Загалом | Допрацездатний вік | Працездатний вік | Постпрацездатний вік |
| -------- | ------- | ------------------ | ---------------- | -------------------- |
| Чоловіки | 27      | 7                  | 19               | 1                    |
| Жінки    | 25      | 5                  | 17               | 3                    |
| Разом    | 52      | 12                 | 36               | 4                    |